# Carl Michael Bellmans bibliografi
Carl Michael Bellman, född 4 februari 1740 (enl. g.s.) i Stockholm, död 11 februari 1795 i Stockholm, var en svensk skald.

## Bibliografi

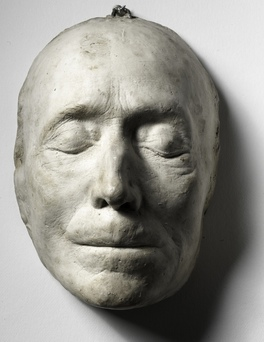
Carl Michael Bellmans dödsmask.

### Originalupplagor
- Tankar om flickors ostadighet. Stockholm. 1758. Libris 11807217. http://litteraturbanken.se/forfattare/BellmanCM/titlar/FlickorsOstadighet/info
- Månan. Stockholm. 1760. Libris 10232288. http://litteraturbanken.se/#!forfattare/BellmanCM/titlar/Manan/info/faksimil
- Betraktelser öfwer åtskillige evangeliske texter. Stockholm. 1780. Libris 19655879. http://urn.kb.se/resolve?urn=urn:nbn:se:kb:eod-2436479
- Bacchi tempel, öpnadt vid en hieltes död. Stockholm. 1783. Libris 11807210. http://litteraturbanken.se/forfattare/BellmanCM/titlar/BacchiTempel/info
- Zions högtid. [Del 1, Första häftet]. Stockholm. 1787. Libris 19655863. http://urn.kb.se/resolve?urn=urn:nbn:se:kb:eod-2436501
- Fredmans epistlar. Stockholm. 1790. Libris 11807249. http://litteraturbanken.se/forfattare/BellmanCM/titlar/FredmansEpistlar/info
- Fredmans sånger. Stockholm. 1791. Libris 11313478. http://litteraturbanken.se/forfattare/BellmanCM/titlar/FredmansSanger/info

#### Redaktörskap
- Hwad behagas?. Stockholm. 1781. Libris 18151052. http://litteraturbanken.se/forfattare/BellmanCM/titlar/HwadBehagas/info

### Carl Michael Bellmans skrifter. Standardupplaga 1921-2002
- Carl Michael Bellmans skrifter : standardupplaga. Stockholm: Bellmanssällskapet. 1921-2002. Libris 8200326
  -  1, Fredmans epistlar. 1921. Libris 22272180. https://litteraturbanken.se/forfattare/BellmanCM/titlar/BellmanStandardupplagan1/info
  -  2, Fredmans sånger. 1922. Libris 22272158. https://litteraturbanken.se/forfattare/BellmanCM/titlar/BellmanStandardupplagan2/info
  -  3, Bacchanaliska qwäden och En stuf rim. 1925. Libris 22272176. https://litteraturbanken.se/forfattare/BellmanCM/titlar/BellmanStandardupplagan3/info
  -  4, Bacchi orden. 1932. Libris 22272162. https://litteraturbanken.se/forfattare/BellmanCM/titlar/BellmanStandardupplagan4/info
  -  5, Bacchi tempel. (Bacchi orden. 2). 1935. Libris 22272159. https://litteraturbanken.se/forfattare/BellmanCM/titlar/BellmanStandardupplagan5/info
  -  6, Dramatiska arbeten. 1936. Libris 22272175. https://litteraturbanken.se/forfattare/BellmanCM/titlar/BellmanStandardupplagan6/info
  -  7, Dikter till Gustaf III och konungahuset. 1938. Libris 22272153. https://litteraturbanken.se/forfattare/BellmanCM/titlar/BellmanStandardupplagan7/info
  -  8, Dikter till enskilda. 1. 1757-1773. 1942. Libris 22272166. https://litteraturbanken.se/forfattare/BellmanCM/titlar/BellmanStandardupplagan8/info
  -  9, Dikter till enskilda. 2. 1774-1784. 1950. Libris 22272164. https://litteraturbanken.se/forfattare/BellmanCM/titlar/BellmanStandardupplagan9/info
  -  10, Dikter till enskilda 3  : 1785-1789. 1957. Libris 22272152. https://litteraturbanken.se/forfattare/BellmanCM/titlar/BellmanStandardupplagan10/info
  -  11, Dikter till enskilda 4  : 1790-1793. 1964. Libris 22272165. https://litteraturbanken.se/forfattare/BellmanCM/titlar/BellmanStandardupplagan11/info
  -  12, Dikter till enskilda, 5  : 1794 jämte tillägg  : dikter till konungahuset  : tillägg. 1974. Libris 22272177. https://litteraturbanken.se/forfattare/BellmanCM/titlar/BellmanStandardupplagan12/info
  -  13, Ungdomsdikter I  : dikter av blandat innehåll. 1980. Libris 22272156. https://litteraturbanken.se/forfattare/BellmanCM/titlar/BellmanStandardupplagan13/info
  -  14, Ungdomsdikter II  : bacchanaliska visor. 1994. Libris 22272161. https://litteraturbanken.se/forfattare/BellmanCM/titlar/BellmanStandardupplagan14/info
  -  15, Religiös diktning. [Åkersberga]: Bellmanssällsk. 1993. Libris 22272169. https://litteraturbanken.se/forfattare/BellmanCM/titlar/BellmanStandardupplagan15/info
  -  16, Politisk och patriotisk diktning. 2000. Libris 22272150. https://litteraturbanken.se/forfattare/BellmanCM/titlar/BellmanStandardupplagan16/info
  -  17, Efterskörd. 2002. Libris 22272149. https://litteraturbanken.se/forfattare/BellmanCM/titlar/BellmanStandardupplagan17/info
  -  18, Hwad behagas? ; Brev och skrivelser. 1999. Libris 22272151. https://litteraturbanken.se/forfattare/BellmanCM/titlar/BellmanStandardupplagan18/info
  -  19, Översättningar. 1997. Libris 22272174. https://litteraturbanken.se/forfattare/BellmanCM/titlar/BellmanStandardupplagan19/info
  -  20, Register / Gunnar Hillbom. 2003. Libris 22272148. https://litteraturbanken.se/forfattare/BellmanCM/titlar/BellmanStandardupplagan20/info